# 吉富簡一
吉富 簡一（よしとみ かんいち、旧名: 吉富 藤兵衛（よしとみ とうべえ）、天保9年1月19日（1838年2月13日） - 大正3年（1914年）1月18日）は、日本の江戸時代末期（幕末）から明治時代の実業家、政治家。幼名は美之助。

## 概要
周防国矢原村（現・山口県山口市湯田）の裕福な豪農・庄屋に生まれ、井上聞多（後の井上馨）の幼馴染でもあり、尊王攘夷運動及び倒幕運動に参加。農民ではあるが大地主として裕福だった吉富は高杉晋作の奇兵隊に資金提供する他、鴻城軍（長州藩諸隊）を組織し井上を総裁に据える。
明治維新後は長州閥の一員として活動。木戸孝允に認められて明治3年（1870年）に上京して官吏となり士族に列せられ吉富簡一と改名するが、翌明治4年（1871年）に廃藩置県のあおりで長州藩への多額の貸し付けが焦付き、家計の立て直しの為に山口県に帰る。明治7年（1874年）、井上が興した先収会社大阪支店長を務めた後にまた山口県に帰り、明治12年（1879年）に山口県の初代県会議長となり県会議長を11年務め、在任中は地方政党鴻城立憲政党や防長新聞を創設。山口県政の大立者として山口県の農民運動や自由民権運動を押さえ長州閥の大きな支柱となる。特に井上との関係は深く、彼の権力基盤を支えた。
明治23年（1890年）、第1回衆議院議員総選挙に当選して国会議員となり、第3回、第4回の衆議院選挙にも当選するが、国会議員としてよりも農民階級ながら倒幕運動に参加し鴻城軍を組織したことや長州閥を支えた地方政治家として知られる人物となる。

## 生涯

### 生い立ち
吉富家は約26町歩（約26ヘクタール）の田畑を有し、苗字帯刀を許された大庄屋で、年収は3000俵にも及ぶ豪農だった。吉富家は農民階級ではあるが村役人でもあり、裕福な暮らしは貧農からは恨みを買い天保2年（1831年）の防長農民一揆で攻撃もされている。このため吉富は下層農民には親近感は覚えず、明治維新後には下層農民からの収奪・農民運動の抑圧に走る。祖父は儒学を教える郷学講習堂を開き、吉富はここで儒学を学ぶが、郷学講習堂の学友に3歳年上の井上聞多（後の井上馨）がいた。幼少の2人は近所のガキ大将で親友であったという。武士階級である井上は成長して藩庁に出仕し、吉富は安政元年（1854年）に17歳で家督を継ぎ当主となり名を美之助から吉富藤兵衛と改めた。

### 尊王攘夷運動・倒幕運動
嘉永6年（1853年）の黒船来航以来日本も長州藩も揺れ動くが、農民の身分ながら若き吉富も親戚の林勇蔵など尊王攘夷派の影響を受け国事に関心を持ったという。元治元年（1864年）3月には長州藩の攘夷に対する外国の報復（下関戦争）が予想されていたため馬関攘夷費として藩札85貫目を長州藩に献じて士籍に編入されている。しかし、文久3年（1863年）11月に密航してイギリスを見てきた伊藤博文と井上馨は日本の国力では攘夷は無理だと悟って倒幕開国派に転じ、元治元年6月に下関戦争を防ぐために長州に帰還、井上から国際情勢を聞いた吉富も倒幕開国派に転じている。
井上の工作も空しく下関戦争は勃発して長州藩の敗北に終わり、続く江戸幕府による第一次長州征討で長州藩は降伏、俗論党（保守派）が長州藩の実権を握り、井上は俗論党に襲撃されて重傷を負い、吉富家に身を寄せていた周布政之助は吉富屋敷で切腹している。俗論党が一旦は長州藩の実権を握ったが、高杉晋作ら長州正義派（改革派）はすぐに立ち上がり奇兵隊など長州藩諸隊を率いて巻き返す（功山寺挙兵）。高杉に軍資金の援助を求められた吉富は金を出すが、そればかりでなく自ら鴻城軍を組織して長州藩諸隊に加わる。
鴻城軍の総帥には井上を担ぎ、吉富自身は吉野の変名を用いて鴻城軍の参謀兼会計を務める。この時山口に寄せてきた俗論党軍は主君毛利敬親を擁していたため、主君を相手にすることで動揺した井上に対して吉富は毅然と俗論党との戦いを主張している。高杉ら長州正義派は慶応元年（1865年）に政争に勝利し長州藩の実権を握り、引き続いて起きた翌慶応2年（1866年）の第二次長州征討でも吉富は鴻城軍を率いて戦っている。長州閥内で吉富はこの活躍によって出身地名から矢原将軍と呼ばれるようになっている。
戊辰戦争では吉富の名は出てこないが、26町歩の庄屋の家長として地元を離れて戦乱に参加することはできなかったのであろう。吉富は後日、戊辰戦争に参加しなかったことを振り返り「あのとき、自分に田畑さえなければ」と述懐している。

### 脱隊騒動
戊辰戦争で勝利した長州では明治2年（1869年）から3年（1870年）に奇兵隊脱隊騒動が起きる。戊辰戦争で活躍した長州藩諸隊を明治政府は解散させるが、兵士たちは不満を持ち反乱に及ぶ。これに新政府から切り捨てられた下級武士や旧態とした体制に不満をもった下層農民たちが加わり各地で反乱は起き、反乱軍は山口を占拠する。吉富は木戸孝允と共に山口を脱出し、馬関（下関）から反撃して山口を奪い返し反乱を鎮圧する。この時吉富の親戚の庄屋がいた小郡の農民兵の助力を得ている。脱隊騒動では下層農民は反新政府、吉富ら地主層は新政府側に分かれ、それはその後の山口県政に引き継がれる。
吉富は反乱の鎮圧で木戸の信頼を得て上京し、小菅県の官吏、続いて大蔵省の官吏に任命され士族に列せられる。この時、名を吉富簡一と改める。戊辰戦争の戦功がないため下級官吏であるが、木戸には明治4年（1871年）の岩倉使節団の随員に推薦されるほど期待されている。

### 実業へ政商として
木戸に期待され、出世コースに入った吉富であるが、すぐに官職を辞して山口に帰る。明治4年7月に廃藩置県が行われるが、この際に諸藩の債務の多くが切り捨てられた。吉富家は長州藩に5000石余りを貸し付け、その利子だけでも年に100石を超えていたが、この貸し付けが無くなってしまったのである。実家の経済的危機にあたって吉富は辞職し、山口に帰って家計の再建に取り組み、木戸に薦められた岩倉使節団への参加も断っている。井上らは吉富に中央へ戻るように呼びかけるが、吉富は官吏として名誉を求める気は全く無くしている。
明治6年（1873年）、井上は政府を辞め親しい商人岡田平蔵と岡田組を創設し、岡田の急死後には先収会社を設立して実業界に入る。この時吉富は先収会社大阪支店頭取（支店長）を任される。政府を辞したとはいえ長州閥のコネクションを持つ井上は親しい中野梧一を山口県の権令（県知事）にあてるが、中野・吉富らで山口県の農民からの収奪を図る。
山口県と吉富の交渉で先収会社への山口県産米の払い下げが決まり、明治6年度の山口県の地租改正では農民は現金ではなく現米で税の納入という事になったが（地租引当米制度）、この際1石あたり3円という米価が農民に押し付けられた。これは相場の半値程度であり、農民は甚だしく不当な安値で作った米を売らされたのである。山口県は農民から不当に安く納入させた地租米を、相場よりもはるかに安い値段で士族禄米として旧武士階級へ支給し、残りの米を地元と大阪で売ったが、大阪で売った分は先収会社が独占して取り扱った。岡田組から先収会社へ引継ぎが行われている明治7年（1874年）初頭では、米の相場は1石あたり6円程度の所、先収会社には山口県から1石あたり4円20銭で5万石の米が払い下げられた。同じように明治7年産米も翌明治8年（1875年）産米も相場よりも安い価格で山口県（実際は県が設立した防長共同会社）の県外売却分は先収会社に独占的に扱わせた。
この時、山口県から直接先収会社に安価で米を払い下げては汚職の汚名を着せられる可能性があるので、建前上は農民の手で設立された形の防長共同会社が米を集めて地租の一括納入と米の販売する形にした。防長共同会社があげた利益は農民に還元する建前だったが、実際には利益は戸長（地主）が収奪し、井上や中野、吉富と士族、地主階級で山口の農民たちが作った米を不当に安く買い叩き巨額の利益を得たわけである。吉富も先収会社社員として月給250円という巨額の報酬を得ている（当時、最下級の職工は月給5-6円の時代である）。
当然、米を不当に安く買いたたかれた農民たちは反発し反対闘争を繰り広げ、山口県政は動揺する。折しも江華島事件勃発を機に井上の政界復帰が決まり、明治9年（1876年）6月に先収会社は解散し、同年8月に地租引当米制度は廃止される。しかし、農民たちは搾取された分の返還を求め、責任を追及し続ける。地租引当米制度への農民たちの闘争は大津郡の町野周吉らを中心に繰り広げられていく。

### 山口県政へ
明治9年に先収会社が解散した後、井上や木戸は農民たちの不平運動を抑えるために吉富に対して山口へ帰るように要望する。この時不平士族を集めた前原一誠による萩の乱がおこる。この時期には全国的にも佐賀の乱、秋月の乱、神風連の乱、西南戦争や自由民権運動が起こり、薩長藩閥体制への挑戦が連続していた。長州閥の政治家達はお膝元山口での不平農民や不平士族たち、自由民権運動を押さえ込むことを吉富に託したのである。
山口に帰った吉富は民権派の地主たちを説得して回る。説得に当たって吉富は自由民権運動を頭からは否定しないが、世の民権運動は野蛮民権でありしっかりした政府がない状態での民権は混乱を招くだけなのでしっかりした政府の元で民権を徐々に達成していこうと言う。世界の大勢を説きながら説得する吉富に地主たちは賛同していく。
明治12年（1879年）に始まった山口県議会で吉富は初代の県会議長に就任し、衆議院選挙に立候補するまで11年間県会議長を務める。地租引当米制度で巨利を得た井上らの不正を追及し続ける農民代表で県議になった町野周吉は県議2期目の明治17年（1884年）、井上・吉富らに罪を捏造されて逮捕、1年の禁固刑を受けて獄死する。
明治15年（1882年）、吉富は地方政党・鴻城立憲政党を立ち上げる。綱領は大隈重信の立憲改進党の綱領と似通った綱領を採用したが、それは自由民権論者を懐柔して取り込むためである。しかし吉富の本音は自由民権論を敵視し、井上らの長州藩閥体制下での緩やかな民権を求めるものであり、井上らの主導権を守りこそすれ脅かす意図はなかった。このため、山口県では自由民権運動は大きな動きになることはなかった。明治17年頃からは全国的に自由民権運動は衰えていく。これに伴って自由民権論者を懐柔し取り込むための鴻城立憲政党も役割を終え解体されていく。
吉富は鴻城立憲政党の機関紙として意図して準備した新聞を切り替え明治17年に「不偏不党、中正公明」をスローガンに掲げた防長新聞を創設する（昭和39年（1964年）創刊の防長新聞とは別物）。政府御用新聞と揶揄された東京日日新聞から派遣された保木利用が編集人になり「不偏不党、中正公明」をスローガンにしていても、実際にはその論調は薩長が主導する政府を擁護し、薩長政府に対抗する者を攻撃していた。吉富は防長新聞の社長を大正3年（1914年）まで29年以上にわたって続けている。

### 国会議員から晩年
こうして長州閥の地元を押さえた吉富は明治23年（1890年）の第1回衆議院議員総選挙に当選して国会議員となり、第2回には落選するものの、第3回、第4回の衆議院議員選挙にも当選する。しかし県政の大物としてふるまってはきたが、中央政界での経験に乏しい吉富は国会議員としては政府を支持するだけで特に目立った活動はしていない。中央では吉富は井上の股肱あるいは陣笠議員と見なされて一人前の政治家としては見られていなかったのであろう。吉富は国会議員としては目立った活動はしていないが、井上・伊藤博文・山縣有朋らは山口に帰郷するとしばしば吉富を訪ねている。吉富も県の情報を細かく彼らに報告していたという。井上・伊藤・山県らは吉富らが地元をがっちりと押さえているので安心して中央政界で活躍することが出来た。
長州閥では3尊4将軍という言葉が使われていた。3尊は井上・伊藤・山県であり、4将軍は山口にあって長州閥を支えた歴代県会議長である。吉富は出身の矢原村から「矢原将軍」と言われ、他は第2代県会議長で第2回衆議院議員総選挙で吉富を破った古谷新作（出身地から華城将軍）、第4・6代議長の滝口吉良（号から明城将軍）、第5・10代議長の硲俊聡（出身地から伊陸将軍）、これに第3代議長の雑賀敬二郎を加えた山口県会議長たちを中心に長州閥の権力基盤は保持されていた。
明治33年（1900年）、伊藤が組織した立憲政友会創立では吉富は立憲政友党山口支部幹事についている。晩年も山口県政の大物として各種の団体の名誉職を務め、防長新聞の社長も死ぬまで務めていた。
大正3年（1914年）没、葬儀は参列者2000人を数えたという。享年78。

## 研究
吉富簡一に関する研究、特に井上馨らの長州閥の政治基盤を支える反民権派地方政治家としての吉富の政治活動については田村貞雄が精緻な研究を行っている。吉富の政治路線に関しては田村が北海道教育大学紀要に寄せた論文「鴻城立憲政党の成立過程ー反民権派豪農の政治路線」『北海道教育大学紀要』第一部B社会科学編　第19巻1号から4号1968年がもっとも精緻である。また地租改正に乗じて井上・吉富ら長州閥が山口県農民から収奪をはかった経緯と農民たちの抵抗運動については田村「地租金納化をめぐる山口県民の動向」『史潮 91号』1965年、がまとまっている。